# 251. Infanterie-Division (Wehrmacht)
Die 251. Infanterie-Division (251. ID) war ein militärischer Großverband der Wehrmacht.

## Geschichte

### Aufstellung
Die 251. Infanterie-Division wurde im August 1939 als Teil der 4. Aufstellungswelle in Hersfeld aufgestellt.

### Westfeldzug
Zu Beginn des Zweiten Weltkriegs nahm sie am Fall Gelb und dem Feldzug gegen Belgien teil. Danach im Fall Rot gegen Frankreich, wobei sie Operationen in der Bretagne durchführte. 

### Unternehmen Barbarossa
Im Rahmen des Unternehmens Barbarossa marschierte die 251. ID in Litauen ein und nahm im Herbst 1941 am Unternehmen Taifun gegen Moskau teil. Es folgten langwierige Kampfhandlungen bei Rschew, wobei sich der schnelle Angriffskrieg in einen materialintensiven Stellungskrieg verwandelte. 1943 folgte der Rückzug aus dem Frontbogen bei Rschew im Rahmen der Unternehmen Büffelbewegung.

### Unternehmen Zitadelle
Die Division wurde bei der  Panzerschlacht von Kursk eingesetzt. 

### Auflösung 1943
Die Division musste im November 1943 nach äußerst schweren Verlusten an der Ostfront aufgelöst werden.

### Wiederaufstellung 1944
Am 27. September 1944 wurde die 251. ID neu aufgestellt. Der neue Divisionsstab bildete sich aus dem Stab der Korps-Abteilung E, welche außerdem die Divisions-Gruppe 251 mit einschloss. 

### Vernichtung in Westpreußen
Im Januar 1945 erlitt die 251. ID. im Brückenkopf Warka bei Warschau schwere Verluste und wurde im März 1945 in Westpreußen endgültig vernichtet.

### Verwendung der Reste der Division
Teile der 251. ID. bildeten den Grundstock des Führerkorps der im März/April 1945 in Jüterbog aufgestellten Infanterie-Division „Friedrich Ludwig Jahn“ (RAD-Division 2). Dazu ist der komplette Divisionsstab der 251. ID, mit Teilen der Nachr.Abt. 251 (nur mit tragb. Gerät) sowie die Stäbe des Art.Rgt. 251 und des Pi.Btls. 251, noch vor der Kämpfe um die Oxhöfter Kämpe nördlich Gotenhafen in der Nacht vom 1. zum 2. April 1945 nach Hela gebracht worden. Von dort erreichten sie am Abend des 5. April 1945 Jüterbog.
| Datum          | Armeekorps        | Armee          | Heeresgruppe | Ort            |
| -------------- | ----------------- | -------------- | ------------ | -------------- |
| September 1939 | zur Verfügung     | 5. Armee       | C            | Eifel          |
| Oktober 1939   | V                 | 4. Armee       | B            | Eifel          |
| Januar 1940    | V                 | 4. Armee       | B            | Eifel          |
| Mai 1940       | V                 | 4. Armee       | A            | Belgien        |
| Juni 1940      | zur Verfügung OKH | –              | –            | Lille          |
| Juli 1940      | XXVIII            | 6. Armee       | A            | Brest          |
| August 1940    | XXVIII            | 6. Armee       | B            | Brest          |
| September 1940 | XXVIII            | 6. Armee       | C            | Brest          |
| Dezember 1940  | XXVIII            | 6. Armee       | D            | Brest          |
| Januar 1941    | XXVIII            | 6. Armee       | D            | Brest          |
| Mai 1941       | zur Verfügung     | –              | C            | Ostpreußen     |
| Juni 1941      | XXIII             | 16. Armee      | Nord         | Ostpreußen     |
| Juli 1941      | zur Verfügung     | –              | Nord         | Dünaburg       |
| August 1941    | L                 | 9. Armee       | Mitte        | Newel          |
| September 1941 | XXIII             | 9. Armee       | Mitte        | Dubno, Kalinin |
| Dezember 1941  | XXVII             | 9. Armee       | Mitte        | Rschew         |
| Januar 1942    | XXVII             | 9. Armee       | Mitte        | Rschew         |
| Februar 1942   | VI                | 9. Armee       | Mitte        | Rschew         |
| April 1942     | XXXXVI            | 9. Armee       | Mitte        | Rschew         |
| Mai 1942       | XXVII             | 9. Armee       | Mitte        | Rschew         |
| August 1942    | VI                | 9. Armee       | Mitte        | Rschew         |
| November 1942  | XXVII             | 9. Armee       | Mitte        | Rschew         |
| Januar 1943    | XXVII             | 9. Armee       | Mitte        | Rschew         |
| Februar 1943   | Gruppe Burdach    | 9. Armee       | Mitte        | Rschew         |
| März 1943      | zur Verfügung     | 2. Panzerarmee | Mitte        | Orjol          |
| April 1943     | XX                | 2. Panzerarmee | Mitte        | Orjol          |
| Juli 1943      | XX                | 9. Armee       | Mitte        | Orjol          |
| September 1943 | LVI               | 2. Armee       | Mitte        | Desna          |
| Oktober 1943   | XXXXVI            | 2. Armee       | Mitte        | Gomel          |
| Oktober 1944   | VIII              | 9. Armee       | Mitte        | Warka (Polen)  |
| Dezember 1944  | VIII              | 9. Armee       | A            | Warka (Polen)  |
| Januar 1945    | VIII              | 9. Armee       | A            | Warka (Polen)  |
| Februar 1945   | XXVII             | 2. Armee       | Weichsel     | Ostpreußen     |

## Gliederung
- Infanterie-Regiment 451
- Infanterie-Regiment 459
- Infanterie-Regiment 471
- Artillerie-Regiment 251
  - I.–IV. Abteilung
- Panzerabwehr-Abteilung 251
- Aufklärungs-Abteilung 251
- Pionier-Bataillon 251
- Nachrichten-Abteilung 251
- Nachschubstruppen

## Personen
| Dienstzeit                           | Dienstgrad                   | Name                |
| ------------------------------------ | ---------------------------- | ------------------- |
| 1. September 1939 bis 6. August 1941 | Generalleutnant              | Hans Kratzert       |
| 6. August 1941 bis 10. März 1943     | Generalmajor/Generalleutnant | Karl Burdach        |
| 10. März bis April 1943              | Generalmajor/Generalleutnant | Maximilian Felzmann |
| April 1943                           | Oberst                       | Eugen König         |
| April 1943 bis 15. November 1943     | Generalleutnant              | Maximilian Felzmann |
| Neuaufstellung                       | –                            | –                   |
| 10. Oktober 1944 bis 4. März 1945    | Generalmajor                 | Werner Heucke       |

| Dienstzeit                              | Dienstgrad     | Name                                 |
| --------------------------------------- | -------------- | ------------------------------------ |
| 1939 bis 30. November 1939              | Oberst         | Friedrich Krischer Edler von Wehregg |
| 1940                                    | Hauptmann      | Gundelach                            |
| 1940                                    | Major          | Hoeffner                             |
| 1940 bis Mai 1941                       | Major          | Wolf-Arnim Zabel                     |
| 5. Mai 1941 bis 15. Dezember 1942       | Major          | Hans Meier-Welcker                   |
| 15. Dezember 1942 bis 12. November 1943 | Oberstleutnant | Peter Knapp                          |
| 25. August 1944 bis 10. April 1945      | Oberstleutnant | Werner Reerink                       |

- Oberstleutnant Adolf Fischer war ab 1940 Kommandeur des 459. Infanterie-Regiments.
- Major/Oberstleutnant Rudolph Alfred Freiherr von Recum (* 31. Juli 1896; † 27. April 1990)

Bataillonskommandeur, verhinderte mit seiner Einheit in der Sommerschlacht um Rschew 1942 den sowjetischen Einbruch an der Nordstellung
- Major Gerhard Konopka (* 27. März 1911 Tirschtiegel/Brandenburg; † 29. Januar 1997 Darmstadt)

Konopka wurde während seines Ostfronteinsatzes mehrfach mit Orden ausgezeichnet; u. a. mit der Nahkampfspange in Gold sowie dem Ritterkreuz. 1945 übernahm er ein Regiment der Infanterie-Division Friedrich Ludwig Jahn aus den Überresten der 251. ID.